# Powiat piaseczyński

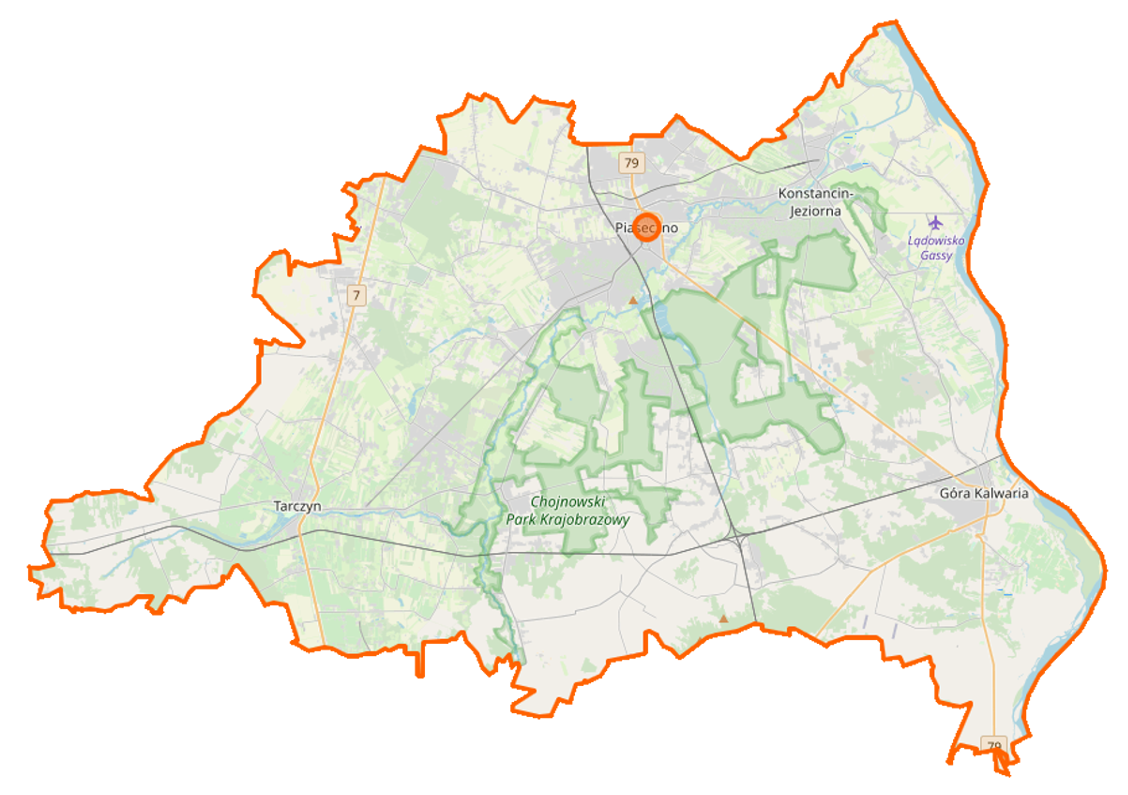
Mapa powiatu

Powiat piaseczyński – powiat w Polsce w województwie mazowieckim, z siedzibą w Piasecznie. Drugi najbogatszy powiat w Polsce.
Składa się z sześciu gmin:
- gminy miejsko-wiejskie: Góra Kalwaria, Konstancin-Jeziorna, Piaseczno, Tarczyn,
- gminy wiejskie: Lesznowola, Prażmów.

W skład powiatu wchodzą 4 miasta: Góra Kalwaria, Konstancin-Jeziorna, Piaseczno i Tarczyn oraz 223 wsie.
Według danych z 31 grudnia 2019 roku powiat zamieszkiwało 188 281 osób. Natomiast według danych z 30 czerwca 2020 roku powiat zamieszkiwało 189 516 osób.

## Położenie
Powiat piaseczyński leży w centralnej części województwa mazowieckiego. Od północy graniczy z Warszawą, od wschodu przez Wisłę z powiatem otwockim, od południa z powiatem grójeckim, a od zachodu z powiatem pruszkowskim i powiatem grodziskim.

## Krajobraz
Powiat piaseczyński leży w pasie nizin środkowopolskich, których ukształtowanie jest przede wszystkim dziełem lądolodu i jego wód poroztopowych. Położony jest na Równinie Warszawskiej stanowiącej wysoczyznę lodowcową. Teren ten jest niemal płaski i silnie rozmyty. Przeważającą część powiatu zajmuje płaska równina wysoczyzny dennej, przechodząca w części południowo-zachodniej w równię falistą o bardzo łagodnych i niskich skłonach (od 94 m n.p.m. w części północno-wschodniej w rejonie Skolimowa w gm. Konstancin-Jeziorna do 135 – 138 m n.p.m. w części południowo-zachodniej w rejonie Woli Mrokowskiej w gm. Lesznowola). Równina ta poprzecinana jest dolinami rzecznymi Jeziorki, Czarnej, Utraty oraz ich dopływów. Na wysoczyźnie lodowcowej występują liczne pola piasków wydmowych i wydmy oraz większe obszary piasków pochodzenia wodnego. Największe i najwyższe wydmy (10 – 15 m) występują we wsiach Magdalenka (gm. Lesznowola) i Czarnów (gm. Konstancin-Jeziorna) oraz między Aleksandrowem i Cendrowicami (gm. Góra Kalwaria).
Wschodnią część powiatu obejmuje dolina Wisły, która oddzielona jest od wysoczyzny wysoką (12,5 – 20 m), pięknie zarysowaną skarpą – krawędzią erozyjną. Wzdłuż współczesnego koryta Wisły wytworzył się fragmentarycznie najniższy taras zalewowy, w którym osadzają się piaski rzeczne. Głównym elementem tej doliny jest taras zalewowy wyższy, odgrodzony od koryta rzeki wałami. Wznosi się on około 2 m nad średni poziom Wisły, a jego wysokość bezwzględna wynosi 84,8 – 94,0 m n.p.m. Jest to równina płaska z podłużnymi, niewielkimi zagłębieniami, często wypełnionymi wodą, tzw. starorzeczami. Wzdłuż krawędzi erozyjnej fragmentarycznie (między Wólką Dworską i Brześcami w gm. Góra Kalwaria, a także Cieciszewem i Oborami oraz na terenie Jeziorny i Bielawy w gm. Konstancin-Jeziorna) występuje taras nadzalewowy o średniej wysokości 7,5 m od poziomu Wisły, zbudowany z piasków rzecznych oraz utworów pyłowych.
Ukształtowanie i budowa geologiczna terenu oraz niewielki przepływ cieków odwadniających powodują, że z obszaru zlewni odpływa rocznie około 20% wody z opadów atmosferycznych (w półroczu letnim 10–12%). Wywiera to zasadniczy wpływ na stosunki wilgotnościowe gleb i ich właściwości rolnicze.
Rzeźba terenu i budowa geologiczna decydują również o występowaniu wód gruntowych, których głębokość zalegania waha się od 2 m w osadach rzecznych oraz w obrębie obniżeń terenu do 4 – 8 m na obszarach występowania glin zwałowych i 20 m wzdłuż krawędzi erozyjnej.

## Roślinność
Na obszarze powiatu występują naturalne zespoły roślinne: łąkowe, torfowiskowe i leśne. Największe połacie łąk występują w dolinie Wisły. Torfowiska niskie występują przeważnie w dolinie rzeki Jeziorki oraz w okolicach Solca i Baniochy w gminie Góra Kalwaria. Na terenie powiatu przeważają bory i lasy mieszane. Największym zespołem leśnym są Lasy Chojnowskie.

## Struktura powierzchni
- użytki rolne – 30 608 ha
- sady – 6227 ha
- las – 12 177 ha

## Demografia

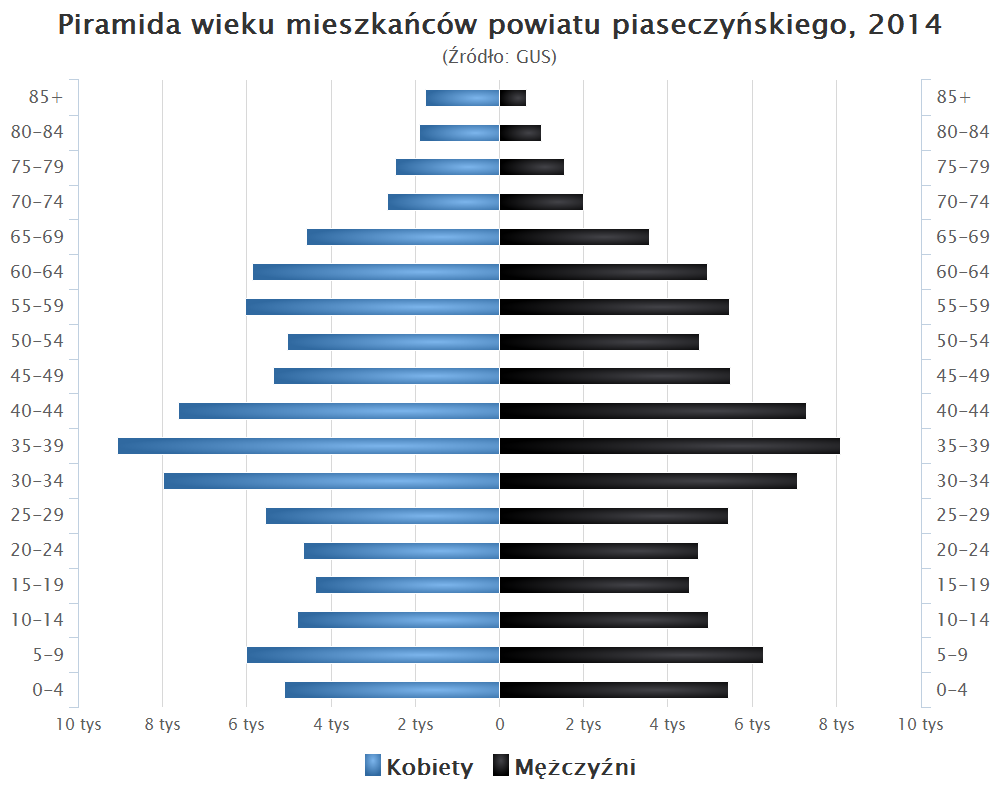
Piramida wieku mieszkańców powiatu piaseczyńskiego w 2014 roku

Liczba ludności (dane z 30 czerwca 2005):
|        | Ogółem  | Ogółem | Kobiety | Kobiety | Mężczyźni | Mężczyźni |
| osób   | %       | osób   | %       | osób    | %         |           |
| ------ | ------- | ------ | ------- | ------- | --------- | --------- |
| Ogółem | 141 919 | 100    | 73 597  | 51,86   | 68 322    | 48,14     |
| Miasto | 67 905  | 47,85  | 35 783  | 25,21   | 32 122    | 22,63     |
| Wieś   | 74 014  | 52,15  | 37 814  | 26,64   | 36 200    | 25,51     |

▶Wieś vs ▶miasto
Ogółem (▶k, ▶m)
Miasto (▶k, ▶m)
Wieś (▶k, ▶m)

## Historia regionu
Najstarszą spośród miejscowości powiatu jest Czersk – dawna siedziba książąt mazowieckich. Uzyskał prawa miejskie ok. połowy XIV w., potwierdzone w 1386 r. (utracił je w 1869 r.) Tarczyn jest miastem od 1353 r., Piaseczno od 1429 r., Góra Kalwaria od 1670 r, a Konstancin-Jeziorna od 1969 r. (połączenie Skolimowa-Konstancina z Jeziorną).
Stolica ziemi, Czersk, była miejscem zjazdów sądowych tzw. roków. Tu odbywały się sejmiki szlachty. Sądy czerskie wraz z archiwum po III rozbiorze Polski w 1795 r. Prusacy przenieśli do Góry. Utworzono tu sąd pokoju powiatu czerskiego. Piaseczno i inne miejscowości położone w powiecie warszawskim należały do zakresu kompetencji Sądu Pokoju Okręgu i Miasta Warszawy. Sąd Pokoju w 1845 r. przeniesiono z Góry do Grójca.
Obszar obecnego Powiatu Piaseczyńskiego należał do 1526 r. do Księstwa Mazowieckiego, następnie został włączony do Królestwa Polskiego, województwa mazowieckiego. Do 1795 r. północna część znajdowała się w ziemi warszawskiej, południowa w czerskiej (granica przebiegała wzdłuż rzeki Jeziorki) i w powiatach (wówczas jednostkach podziału sądowego) czerskim, tarczyńskim i warszawskim.
Przed rozbiorami parafie południowego Mazowsza wchodziły w skład diecezji poznańskiej (archidiakonat mazowiecki), od 1798 r. do nowo utworzonej diecezji warszawskiej. Obecnie tereny powiatu podzielone są między dekanaty: czerski, konstanciński i piaseczyński w ramach archidiecezji warszawskiej.
W XVI-XVIII w. Czersk i Piaseczno z sąsiednimi wsiami stanowiły tzw. starostwa niegrodowe, należące do stołowych dóbr królewskich, oddawane w dzierżawę starostom. Wsie Jeziorna i Okrzeszyn znajdowały się w granicach starostwa warszawskiego. Miasto Góra w latach 1670-1795 było miastem kościelnym, należącym do biskupów poznańskich i nosiło nazwę Nowa Jerozolima. Pozostałe miejscowości były wsiami szlacheckimi.
W latach 1796–1814 Piaseczno znajdowało się w powiecie warszawskim, Czersk i Góra w powiecie czerskim z siedzibą w Grójcu. Od 1815 r. wszystkie miejscowości wchodziły w skład obwodu, od 1842 r. powiatu warszawskiego. Taki stan rzeczy trwał do 1867 r. W latach 1867–1879 Góra Kalwaria była miastem powiatowym (powiat górnokalwaryjski), następnie włączona została do powiatu grójeckiego. Pozostałe miejscowości znajdowały się w granicach powiatów grójeckiego, warszawskiego i błońskiego.
W XIX w.powstały zarządy dóbr państwowych (dawnych królewskich) – Ekonomie Narodowe w Lesznowoli i Potyczy. Czersk, Piaseczno i Góra stały się miastami rządowymi (narodowymi).
Po powstaniu styczniowym władze carskie pozbawiły praw miejskich Piaseczno w 1869 r., a Górę Kalwarię w 1883 r. Ponownie zostały podniesienie do rzędu miast przez okupacyjną administrację niemiecką w 1916 r. Na mocy ukazu carskiego z 1864 r. zniesiono pańszczyznę, a włościanie otrzymali ziemię na własność, dlatego obszar majątków ziemskich uległ okrojeniu.
Przez teren obecnego powiatu przebiegały od średniowiecza dwa szlaki komunikacyjne: z Warszawy przez Jeziornę do Czerska i tzw. trakt warecki z Warszawy przez Piaseczno do Warki z odgałęzieniem do Czerska. W drugiej dekadzie XIX w. przeprowadzono trakt rządowy puławski (od 1845 r. zwany nowoaleksandryjskim), którego częścią jest dzisiejsza ulica Puławska. Po uruchomieniu nowej trasy stary trakt warecki stracił na znaczeniu i stał się drogą lokalną.
Miasto Góra, od 1867 r. Góra Kalwaria, od początku Królestwa Kongresowego do końca 2001 r. było miastem garnizonowym. Stacjonowały tu różne formacje wojskowe, a w 2 dekadzie XX w. była siedzibą Centralnej Szkoły Straży Granicznej.
Przez wieki miejscowa ludność trudniła się głównie rzemiosłem, rolnictwem i handlem. Wzdłuż Jeziorki pracowały młyny wodne. W 1760 r. w Jeziornie powstał młyn zbożowo-papierniczy, który dał początek fabryce papieru. W majątkach uruchamiano browary, gorzelnie i cegielnie, które zaopatrywały lokalny rynek..
Na przełomie XIX i XX w. zbudowano linie wąskotorowych kolejek dojazdowych z Warszawy m.in. do Góry Kalwarii, z których do dziś pozostała, wpisana do rejestru zabytków, linia z Piaseczna przez Grójec do Nowego Miasta nad Pilicą w powiecie grójeckim o długości 72 km. (regularny ruch osobowy zawieszono na niej w 1991, a towarowy w 1996 r.).
W XX w. teren dzisiejszego powiatu piaseczyńskiego przecięły dwie linie kolejowe Warszawa – Radom – Kraków w 1934 r. i Skierniewice – Łuków (z mostem na Wiśle w Górze Kalwarii) w 1953 r.
Zniszczenia miejscowościom powiatu przyniosły potop szwedzki (w ruinę popadł wówczas zamek w Czersku), wojna północna na początku XVIII w. i insurekcja kościuszkowska. Największa w historii ziem powiatu, nie rozstrzygnięta bitwa między wojskami polskimi i rosyjskimi rozegrała się pod Gołkowem 9 i 10 lipca 1794 r.
Ciężkie walki na tych terenach toczyły się też w czasie I wojny światowej. Po starciach rosyjsko-niemieckich jesienią 1914 i ponownie w lecie 1915 r. pozostały liczne cmentarze wojskowe rozproszone na obszarze całego powiatu.
Okres drugiej wojny światowej ponownie odcisnął się bolesnym piętnem na terenach obecnego powiatu. Przetoczyły się tędy wojska polskie i niemieckie w czasie kampanii wrześniowej. Jesienią 1940 r. miejscowych Żydów uwięziono w gettach w Piasecznie i Górze Kalwarii. W lutym 1941 wszyscy zostali przesiedleni do getta warszawskiego. Na ich miejsce władze okupacyjne przesiedliły rodziny polskie z Pomorza wcielonego do Rzeszy. Lasy Chojnowskie stały się schronieniem dla oddziałów partyzanckich, a podczas powstania warszawskiego jego zapleczem. Tragiczne epizody wojny upamiętniają liczne pomniki i tablice.
Do ważniejszych zabytków w powiecie należą ruiny zamku w Czersku z XV w., kościoły w Piasecznie, Górze Kalwarii, Prażmowie i Słomczynie, ratusze w Piasecznie i Górze Kalwarii, dworki z XIX w. m.in. w Piasecznie – Chyliczkach, Głoskowie, Woli Gołkowskiej, Brześcach, Turowicach, Oborach, Prażmowie, Woli Prażmowskiej, wiatraki w Lininie i Łęgu, najstarsze cmentarze rzymskokatolickie w Piasecznie i Górze Kalwarii, cmentarze żydowskie także w Piasecznie i Górze Kalwarii, dawna papiernia w Konstancinie-Jeziornie, niektóre wille w Piasecznie – Zalesiu Dolnym, Konstancinie-Jeziornie, Zalesiu Górnym. W Czersku zachował się średniowieczny układ urbanistyczny dawnego miasta.
Terytorium dzisiejszego powiatu należało do rozbiorów do województwa mazowieckiego, w latach 1796-1806 do departamentu warszawskiego w prowincji Prusy Południowe, w okresie Księstwa Warszawskiego od 1807 do 1814 r. nadal pozostawało w departamencie warszawskim. W latach 1815–1837 znajdowało się w województwie mazowieckim w Królestwie Polskim, w latach 1837-1845 w guberni mazowieckiej, a w latach 1845-1915 w guberni warszawskiej. W okresie okupacji niemieckiej podczas I wojny światowej (1915-1918) należało do Generał-Gubernatorstwa Warszawskiego. W odrodzonej Polsce znajdowało się w granicach województwa warszawskiego, a w latach II wojny światowej w dystrykcie warszawskim Generalnego Gubernatorstwa. Od 1945 do 1975 r. stanowiło część województwa warszawskiego, w latach 1975-1998 województwa stołecznego warszawskiego, a od początku 1999 r. znajduje się w województwie mazowieckim.

## Historia powiatu

### 1952–1954
Powiat piaseczyński powstał 1 lipca 1952 z części zniesionego powiatu warszawskiego, części powiatu grójeckiego oraz fragmentów powiatu grodziskomazowieckiego. W skład powiatu weszły:
- Ze zniesionego powiatu warszawskiego:
  - miasto Piaseczno (do którego włączono równocześnie gromadę Orężna oraz część gromady Chyliczki ze zniesionej gminy Nowo-Iwiczna ze zniesionego powiatu warszawskiego oraz gromady Gołków Nowy, Miasto-Las Zalesie i Wólka Kozodawska-Letnisko z gminy Jazgarzew z powiatu grójeckiego; od miasta Piaseczna odłączono natomiast obszary położone na zachód od toru kolejowego Warszawa-Warka oraz na północ od drogi Józefosław-Chyliczki[8][9]);
  - zniesiona gmina Skolimów-Konstancin, z której utworzono nowe miasto Skolimów-Konstancin (zniesione gromady Chylice, Jeziorna Oborska, Skolimów, Konstancin i Królewska Góra);
  - gmina Falenty, którą podzielono:
    - 15 z 20 jednostek pozostało przy gminie Falenty (gromady Dawidy, Dawidy Bankowe, Falenty Duże, Falenty Nowe, Janki, Jaworowa,  Laszczki, Łady, Puchały, Raszyn, Rybie, Sękocin Nowy, Sękocin Stary, Słomin i Wypędy),
    - 5 z 20 jednostek weszło w skład nowo utworzonej gminy Lesznowola (gromady Łazy, Podolszyn, Podolszyn Nowy, Wilcza Góra i Zgorzała);

  - gmina Jeziorna (obejmująca 25 gromad: Bielawa, Borowina, Cieciszew, Ciszyca, Czernidła, Gassy, Gawroniec, Habdzin, Jeziorna Fabryczna, Jeziorna Królewska, Kępa Falenicka, Kępa Oborska, Kępa Okrzewska, Kierszek, Klarysew, Konstancinek, Łęczyca, Łęg, Obory, Obory Cegielnia, Obórki, Okrzeszyn, Opacz, Piaski i Słomczyn); ponadto do gminy Jeziorna włączono 5 gromad ze zniesionej gminy Nowo-Iwiczna ze zniesionego powiatu warszawskiego (gromady Chylice, Chyliczki[10], Józefosław (do której włączono obszary miasta Piaseczna położone na zachód od toru kolejowego Warszawa-Warka oraz na północ od drogi Józefosław-Chyliczki[9]), Julianów i Skolimów Wieś);
  - zniesiona gmina Nowo-Iwiczna, którą podzielono:
    - 5 z 18 jednostek włączono do gminy Jeziorna (gromady Chylice, Chyliczki, Józefosław, Julianów i Skolimów Wieś),
    - 3 z 18 jednostek włączono do gminy Jazgarzew, przyłączonej równocześnie do powiatu piaseczyńskiego z powiatu grójeckiego (gromady Czarnów, Siedliska i Wierzbno),
    - 1 z 18 jednostek (gromadę Orężna) zniesiono i włączono do miasta Piaseczna,
    - 9 z 18 jednostek weszło w skład nowo utworzonej gminy Lesznowola (gromady Janczewice, Jazgarzewszczyzna, Lesznowola, Lesznowola Nowa, Magdalenka, Mysiadło, Nowa Iwiczna, Nowa Wola i Stara Iwiczna).
- Z powiatu grójeckiego:
  - miasto Góra Kalwaria;
  - gmina Czersk, którą podzielono:
    - 16 z 50 jednostek pozostało przy gminie Czersk, i zatem weszło w skład powiatu piaseczyńskiego (gromady Aleksandrów, Borki, Brzumin, Buczynów, Coniew, Czaplin, Czersk, Dębówka, Karolina, Kępa Radwankowska, Królewski Las, Linin, Ostrówik, Pęcław, Podgóra i Wincentów),
    - 11 z 50 jednostek włączono do gminy Drwalew w powiecie grójeckim (gromady Bory Sułkowskie, Chynów, Grobice, Jakubowizna, Michalików, Nowe Grobice, Sułkowice, Wenszelówka, Widok i Wola Chynowska),
    - 23 z 50 jednostek weszło w skład nowo utworzonej gminy Rososz w powiecie grójeckim (gromady: Adamów, Barcice, Dobięcin, Gaj Żelechowski, Grabina, Janina, Jurandów, Kozłów, Ludwików, Machcin, Marynin, Podosowa, Potycz, Rososz, Rososzka, Staniszewice, Zadębie, Zalesie, Żelazna, Żelechów i Żelechów Nowy; w skład gminy Rososz weszła także gromada Borowe z gminy Konary);

  - gmina Jazgarzew, którą podzielono:
    - 12 z 29 jednostek pozostało przy gminie Jazgarzew, i zatem weszło w skład powiatu piaseczyńskiego (gromady Chojnów, Gołków, Jastrzębie, Jazgarzew, Jesówka, Łbiska, Orzeszyn, Pęchery, Pilawa, Wólka Kozodawska, Zalesie Górne i Żabieniec); ponadto do gminy Jazgarzew włączono 3 gromady ze zniesionej gminy Nowo-Iwiczna ze zniesionego powiatu warszawskiego (gromady Czarnów, Siedliska i Wierzbno),
    - 14 z 29 jednostek weszło w skład nowo utworzonej gminy Głosków w powiecie piaseczyńskim (gromady Baszkówka, Bąkówka, Bobrowiec, Bogatki, Głosków, Głosków Nowy, Grochowa, Kuleszówka, Mieszkowo, Runów, Władysławów, Wola Gołkowska i Wólka Pracka),
    - 3 z 29 jednostek zniesiono i włączono do miasta Piaseczna (gromady Gołków Nowy, Miasto-Las Zalesie i Wólka Kozodawska-Letnisko);

  - gmina Kąty, którą podzielono:
    - 15 z 27 jednostek pozostało przy gminie Kąty, i zatem weszło w skład powiatu piaseczyńskiego (gromady Baniocha, Brześce, Dębówka, Kawenczyn, Kawenczynek, Kąty, Łubna, Mikówiec, Moczydłów, Podłęcze Brzeskie, Solec, Szymanów, Turowice, Wólka Dworska i Wólka Załęska),
    - 12 z 27 jednostek  weszło w skład nowo utworzonej gminy Sobików w powiecie piaseczyńskim (gromady Bronisławów, Cendrowice, Czachówek, Czaplinek, Czarny Las, Dobiesz, Kiełbaska, Krzaki Czaplinkowskie, Obręb, Sierzchów, Sobików i Wojciechowice);

  - fragment gminy Komorniki, który wszedł w skład nowo utworzonej gminy Głosków w powiecie piaseczyńskim (gromady Szczaki i Złotokłos);
  - zniesiona gminy Wągrodno, którą podzielono:
    - 22 z 27 jednostek weszło w skład nowo utworzonej gminy Wola Wągrodzka w powiecie piaseczyńskim (gromady Biały Ług, Błonie, Chosna, Dobrzenica, Jaroszowa Wola, Jeziórko, Kamionka, Kędzierówka, Koryta, Krępa, Krupia Wólka, Ludwików, Piskórka, Prażmowska Wola, Prażmowska Wola Nowa, Prażmów Nowy, Ustanów, Uwieliny, Wągrodno, Wągrodno Nowe, Wola Wągrodzka i Zawodne),
    - 2 z 27 jednostek weszło w skład nowo utworzonej gminy Sobików w powiecie piaseczyńskim (gromady Gabryelin i Ławki),
    - 1 z 27 jednostek weszło w skład nowo utworzonej gminy Głosków w powiecie piaseczyńskim (gromada Łoś),
    - 2 z 27 jednostek włączono do gminy Kobylin w powiecie powiat grójeckim (gromady Gościeńczyce i Wilcza Wólka).
- Z powiatu grodziskomazowieckiego:
  - część zniesionej gminy Młochów, z której utworzono nową gminę Mroków w powiecie piaseczyńskim (gromady Garbatka, Jabłonowo, Kossów, Krakowiany, Marysin, Mroków, Parole, Stachowo, Stefanowo, Szamoty, Warszawianka, Warszawska Kolonia, Wola Krakowiańska, Wola Mrokowska i Wólka Kossowska)[11].

Po zmianach tych powiat piaseczyński obejmował:
- 3 miasta – Góra Kalwaria, Piaseczno i Skolimów-Konstancin;
- 10 gmin wiejskich – Czersk, Falenty, Głosków, Jazgarzew, Jeziorna, Kąty, Lesznowola, Mroków, Sobików i Wola Wągrodzka.

5 października 1954, w przeddzień reformy administracyjnej  kraju, wprowadzono kilka zmian granic powiatu:
- od powiatu piaseczyńskiego odłączono gromady Krakowiany i Wola Krakowiańska (z gminy Mroków) i włączono je do powiatu pruszkowskiego,
- od powiatu piaseczyńskiego odłączono gromadę Łęczyca, włączając ją do Warszawy,
- do powiatu piaseczyńskiego z powiatu pruszkowskiego włączono gromady: Nowe Grocholice (z gminy Michałowice) i Wolica (z gminy Nadarzyn),
- do powiatu piaseczyńskiego z powiatu grójeckiego włączono gromady: Henryków-Urocze (z gminy Komorniki), Wilcza Wólka (z gminy Kobylin) i Zadębie (z gminy Drwalew),
- w gminie Jeziorna zniesiono gromadę Kępa Falenicka, włączając ją do gromady Kępa Okrzewska.

### 1954–1972
Jesienią 1954 w Polsce zniesiono gminy zbiorowe, a wich miejsce utworzono gromady. W powiecie piaseczyńskim utworzono następujące gromady: Baniocha (1954–61), Bielawa (1954–61), Chylice (1954–72), Czersk (1954–72), Dawidy (1954–59), Głosków (1954–72), Janki (1954–61), Jazgarzew (1954–72), Jeziorna Królewska (1954–55), Kąty (1954–72), Lesznowola (1954–72), Mroków (1954–72), Nowa Wola (1954–61), Opacz (1954–72), Prażmów Nowy (1954–72), Raszyn (1954–72), Słomczyn (1954–72), Sobików (1954–72), Uwieliny (1954–72), Wincentów (1954–59), Wola Wągrodzka (1954–61), Zalesie Górne (1954–72), Złotokłos (1954–61) i Żabieniec (1954–68). Z czasem liczba gromad stopniowo malała (w nawiasach podano okres funkcjonowania).
1 stycznia 1956 gromada Jeziorna Królewska (obejmująca Gawroniec, Jeziornę Fabrycznę, Jeziornę Królewską, Klarysew, Konstancinek i Parcelę-Obory) otrzymała status osiedla o nazwie Jeziorna.
1 stycznia 1958 od powiatu piaseczyńskiego odłączono  wieś Szamoty (z gromady Mroków), włączając ją do powiatu pruszkowskiego  (do gromady Nadarzyn).
1 stycznia 1959 od powiatu piaseczyńskiego odłączono wieś Wolica (z gromady Janki), włączając ją do powiatu pruszkowskiego (do gromady Nadarzyn).
31 grudnia 1961 od powiatu piaseczyńskiego odłączono wieś Parole (z gromady Mroków), włączając ją do powiatu pruszkowskiego (do gromady Nadarzyn).
18 lipca 1962 osiedle Jeziorna otrzymało prawa miejskie.
1 stycznia 1958 do miasta Góra Kalwaria włączono część gromady Kąty (część majątku PGR Moczydłów).
1 stycznia 1969 do miasta Góra Kalwaria włączono część gromady Kąty (obszar PGR Moczydłów o powierzchni 27 ha oraz część wsi Mikówiec o powierzchni 7 ha).
1 stycznia 1969 miasta Skolimów-Konstancin i Jeziorna zniesiono, łącząc je w nowy organizm miejski o nazwie Konstancin-Jeziorna.

### 1973–1975
1 stycznia 1973 zniesiono gromady, a w ich miejsce ponownie wprowadzono gminy zbiorowe. Powiat piaseczyński podzielono na:
- 3 miasta – Góra Kalwaria, Konstancin-Jeziorna i Piaseczno;
- 6 gmin wiejskich – Góra Kalwaria, Konstancin-Jeziorna, Lesznowola, Piaseczno, Prażmów i Raszyn.

### 1999–
Powiat piaseczyński, o znacznie zmienionym obszarze (bez gminy Raszyn), przywrócono w województwie mazowieckim w wyniku reformy 1999.
1 stycznia 2003 do powiatu piaseczyńskiego przyłączono gminę Tarczyn z powiatu grójeckiego.

## Kultura
W 2009 Powiat Piaseczyński został laureatem konkursu „Stolica Kulturalna Mazowsza 2009” ogłoszonego przez Marszałka Województwa Mazowieckiego Adama Struzika.